# Wasserrechtsgesetz 1959
Das Wasserrechtsgesetz 1959 ist das österreichische Bundesgesetz zur Regelung des Wasserrechts. Es wurde am 16. Oktober 1959 mit der 215. Kundmachung 1959 im Bundesgesetzblatt veröffentlicht und trat am 1. November 1959 in Kraft. Mit dem Inkrafttreten traten gemäß § 139 WRG alle bisher geltenden wasserrechtlichen Vorschriften außer Kraft.